# Тояново
Тояново (Таяново, Нестояново, Нестоянное, в просторечии — Нестоянка) — озеро в России, в черте Томска на реке Кисловке, южнее протоки Бурундук. Высота над уровнем моря — 72,8 м.
В 1951 году было исследовано Б. Г. Иоганзеном.

## Происхождение названия
Название произошло от имени эуштинского князя Тояна. Впервые упоминается в русских документах как Кнезтояново озеро. Впоследствии этот гидроним преобразовался, через формы Князь Тояново, Незтояново и Нестояново, до современного варианта названия.

## Побережье
На левом (западном) берегу озера расположено Тимирязевское. На правом (восточном) берегу — дачи, луга, жилой массив «Северный парк» Заречного сельского поселения.
К началу XX века на берегу озера возник Дачный городок (или просто Городок). Уже в годы Первой мировой войны тут насчитывалось около 100 дач. Весь массив дач Городка также подразделялся на 4 больших участка — квартала. Всего в 1914 году дачникам Городка было отведено более 60 десятин земли. Управляло развитием поселка специальное Общество по благоустройству дачной местности «Городок» близ Томска, которое, в частности, организовало регулярное паромное сообщение через Томь и Нестоянное озеро.

## Дороги, пересекающие озеро
В средней части озеро пересекает Шегарский тракт (автодорога Р398). В 2011 году запланировано начало строительства мостового перехода левобережной (по отношению к Томи) дороги через озеро.